# Thom Gossom Jr.
Thomas Gossom Jr. (Birmingham, 21 de janeiro de 1952) é um ator, escritor, atleta, empreendedor e profissional de comunicação norte-americano. Já participou de várias de séries de televisão, entre elas Boston Legal, Touched by an Angel e CSI. Seus trabalhos no cinema incluem papéis em Fight Club (1996) e Jeepers Creepers 2 (2003). Também já participou de algumas produções teatrais, como a peça Fences.

## Primeiros anos
Gossom nasceu em Birmingham, Alabama, em 21 de janeiro de 1952. No início da década de 1970, tornou-se o primeiro afro-americano graduado pela Universidade de Auburn e um dos primeiros a fazer parte da equipe Auburn Tigers de futebol americano universitário da referida instituição, além de possivelmente ter sido o primeiro a receber uma bolsa de estudos na Southeastern Conference.
Em 1970, havia poucos afro-americanos em Auburn e somente dois atletas bolsistas. O processo de integração nas universidades públicas dos Estados Unidos, após décadas de segregação racial, havia se iniciado há apenas sete anos, levando Gossom a enfrentar muitos desafios dentro e fora do campo durante o período em que frequentou a instituição. A respeito desse momento de sua vida, ele declarou: "O tempo que passei em Auburn tornou-me, de fato, o homem que sou hoje e estou realmente agradecido." Graduado Bacharel em Comunicação pela Universidade de Auburn, recebeu posteriormente um Master of Arts em Comunicação pela Universidade de Montevallo.

## Carreira
Depois de uma breve carreira na Liga Mundial de Futebol Americano e na NFL, Gossom aposentou-se do esporte e conseguiu um emprego em uma estação de televisão em Birmingham, na qual trabalhou no departamento de notícias. Mais tarde, juntou-se à BellSouth no serviço de Relações Públicas e, em 1987, começou sua própria empresa de relações públicas, a Thom Gossom Communications.

### Teatro, televisão e cinema
Gossom começou a trabalhar com atuação em 1981, participando de algumas peças teatrais, entre elas My Children! My Africa!, Fences, American Buffalo e Glengary Glen Ross. Um de seus primeiros trabalhos na televisão foi um papel na série In the Heat of the Night, baseada no filme homônimo de 1967. Apareceu em várias outras séries populares, como Chicago Hope, Touched by an Angel,  CSI, Without a Trace, The West Wing, Cold Case e ER. Em NYPD Blue, participou do episódio "Lost Israel", vencedor do Emmy, interpretando Israel, um sem-teto mudo acusado de molestar e matar um garoto. Em Boston Legal interpretou o papel recorrente de um juiz.
No cinema, seu primeiro trabalho foi como o protagonista do filme Miss Evers’ Boys (1996), uma das primeiras grandes produções da HBO, que lhe proporcionou a oportunidade de trabalhar na indústria cinematográfica de Los Angeles. Desde então, tem aparecido em produções como XXX 2, Fight Club, Jeepers Creepers 2 e Miracle in the Woods.

### Outros trabalhos
Gossom também é escritor e autor de várias peças. Seu livro de memórias, Walk-On: My Reluctant Journey to Integration at Auburn University A Memoir, foi apresentado na CNN e em um especial da HBO. Ao ser questionado sobre o que o motivou a escrever a obra, ele respondeu: "Walk-On é para todas aquelas pessoas que já seguiram por qualquer caminho, que decidiram fazer algo e empreenderam seus esforços nisso. Talvez não tenham sido convidados. Talvez as chances estivessem contra eles. Talvez tenham sido derrubados. Mas se levantaram e conseguiram." O autor também escreveu e dramatizou a peça Speak of Me As I Am, a qual foi aclamada pela crítica.
Atualmente, a empresa de comunicação de Gossom oferece serviços bem variados, que vão de palestras motivacionais a serviços de entretenimento como, por exemplo, o trabalho que desenvolve com seu filho Dixson, um artista de hip hop. O empresário mantém laços estreitos com a Universidade de Auburn, como participante de dois programas da instituição que visam a intervenção de leitura para estudantes do colegial. Frequentemente, Gossom realiza palestras motivacionais em universidades, corporações e organizações cívicas e continua seu trabalho de consultaria. Ele também vem desenvolvendo projetos para a internet, como uma websérie e a segunda edição de seu livro Walk-On, em versão e-book, além de manter um blogue chamado "As I SEE It", no qual escreve sobre eventos atuais.

## Vida pessoal
Gossom é casado desde 1997 com Joyce Gillie Gossom, PhD e ex-representante do Conselho de cidade e da Florida League of Cities para a cidade de Fort Walton Beach, onde residem atualmente. O casal tem um filho, Dixson M. Gossom, que é músico e artista de hip hop. O papel de marido e pai chegou relativamente tarde na vida de Gossom, que se casou aos 40 anos. A respeito disso, ele afirmou: "Como um cavalheiro uma vez me disse: 'Você levou a rota cênica à vida'. Francamente, com tantas coisas acontecendo, é provável que eu não tivesse sido tão bom ou perseverado na ausência de uma boa base — eles ao meu lado e me dando apoio. E eu também os apoiando."
Gossom, que diz escrever sobre "pessoas comuns envolvidas em circunstâncias extraordinárias", acredita que todos as funções que desempenha — ator, escritor, empresário — estão relacionadas. Em suas palavras: "À medida que evoluí e passei a me conhecer mais, seja escrevendo, atuando ou resolvendo o problema de comunicação de um cliente, estive sempre contando uma história."

## Filmografia
| Ano       | Título                                                   | Papel                     | Notas                                                    |
| --------- | -------------------------------------------------------- | ------------------------- | -------------------------------------------------------- |
| 1985      | Rebel Love                                               | Pompeii (um escravo)      |                                                          |
| 1988-1995 | In the Heat of the Night                                 | Ted Marcus                | 24 episódios                                             |
| 1990      | Murder in Mississippi                                    | Charlie Parham            | Telefilme                                                |
| 1992      | I'll Fly Away                                            | Quentin                   | Episódio: "Until Tomorrow"                               |
| 1994      | Following Her Heart                                      | Sam                       | Telefilme                                                |
| 1996      | The Chamber                                              | Bink                      |                                                          |
| 1996      | Savannah                                                 | Parceiro de tênis         | Episódio: "Vengeance Is Mine"                            |
| 1996      | Savannah                                                 | Chefe de polícia          | Episódio: "From Here to Paternity"                       |
| 1997      | Miss Evers' Boys                                         | Ben Washington            | Telefilme                                                |
| 1997      | Miracle in the Woods                                     | Henry Cooper Jr.          | Telefilme                                                |
| 1997      | NYPD Blue                                                | Israel                    | Episódios: "Lost Israel: Part 1" e "Lost Israel: Part 2" |
| 1998      | Senseless                                                | Vendedor de roupa         |                                                          |
| 1998      | Chicago Hope                                             | Vereador Carl Thorner     | Episódio: "Austin, We Have a Problem"                    |
| 1998      | Becker                                                   | Mr. Rainey                | Episódio: "My Dinner with Becker"                        |
| 1999      | Fight Club                                               | Detetive Stern            |                                                          |
| 1999      | Providence                                               | Albert Clemmons           | Episódio: "Home for the Holidays"                        |
| 2000      | ER                                                       | Mr. Davis                 | Episódio: "Family Matters"                               |
| 2000      | City of Angels                                           | Mabrey Matthews           | Episódio: "Ax and You Shall Receive"                     |
| 2000      | Profiler                                                 | Xerife                    | Episódio: "Mea Culpa"                                    |
| 2000      | The West Wing                                            | Ted Mitchell              | Episódio: "Lies, Damn Lies and Statistics"               |
| 2002      | The Court                                                | Procurador Geral Stambaug | Episódio: "Life Sentence"                                |
| 2002      | Touched by an Angel                                      | Dr. Winston               | Episódio: "The Impossible Dream"                         |
| 2003      | My Wife and Kids                                         | Juiz Garamedian           | Episódio: "Jury Duty"                                    |
| 2003      | Jeepers Creepers 2                                       | Treinador Charlie Hanna   |                                                          |
| 2003      | Without a Trace                                          | Farmacêutico              | Episódio: "Moving On"                                    |
| 2004      | The District                                             | Archie Cryer              | Episódio: "On Guard"                                     |
| 2004      | Jack and Bobby                                           | Mr. Marcus Ride           | Episódio: "A Man of Faith"                               |
| 2004      | Jack and Bobby                                           | Mr. Ride                  | Episódio: "Today I Am a Man"                             |
| 2005      | Cold Case                                                | Mike Odoms 2005           | Episódio: "Time to Crime"                                |
| 2005      | xXx: State of the Union                                  | Pregador Batista          |                                                          |
| 2005      | Jack and Bobby                                           | Mr. Ride                  | Episódio: "And Justice for All"                          |
| 2005      | Jack and Bobby                                           | Joseph Ride               | Episódio: "Stand by Me"                                  |
| 2005-2006 | Close to Home                                            | Juiz Hanophy              | 4 episódios                                              |
| 2005-2006 | Boston Legal                                             | Juiz Blake Winters        | 3 episódios                                              |
| 2008      | CSI: Crime Scene Investigation                           | Episódio: "For Warrick"   |                                                          |
| 2008      | Breaking the Huddle: The Integration of College Football | Ele mesmo                 | Telefilme de documentário                                |
| 2011      | Game of Your Life                                        | Bill                      | Telefilme                                                |
| 2013      | Drop Dead Diva                                           | Dario Golden              | Episódio: "Missed Congeniality"                          |
| 2014      | Reckless                                                 | Juiz Shepard              | Episódios: " When the Smoke Clears" e "Blind Sides"      |
| 2015      | Quiet Courage                                            | Ele mesmo                 | Documentário; também foi diretor, roteirista e produtor  |
| 2016      | Partners                                                 | Tenente K. Moore          |                                                          |
| 2016      | Zoe Ever After                                           | Ministro                  | Episódio: "2 Weddings and an Ass Whooping"               |
| 2016      | Containment                                              | Roy Carnahan              | 4 episódios                                              |
| 2016      | Don't Get Off the Bus                                    | Ele mesmo                 | documentário de curta-metragem                           |
| 2018      | The Quad                                                 | Bucky Douglas             | 3 episódios                                              |
| 2018      | Love Is_                                                 | Bill                      | Episódio: "Rose (Going Home)"                            |
| 2019      | Do Not Reply                                             | Dr. Hunts                 | Em pós-produção                                          |